# Kota Mori
Kota Mori (森 晃太 Mori Kota?), född 13 juni 1997 i Aichi prefektur, är en japansk fotbollsspelare.
Mori började sin karriär 2016 i Ventforet Kofu. Han spelade 33 ligamatcher för klubben. 2020 flyttade han till Renofa Yamaguchi FC.